# Return
Return är ett norskt rockband, från Stange, Hedmark. Bandet bildades 1980 och hade framgångar framför allt i Norge, men även i Sverige och en del andra länder, under sent 80- tidigt 90-tal. Låten "Bye Bye Johnny" från albumet Attitudes (1988) och låten "Life must go on" från albumet V (1992) blev hits. Bandet är ett av Norges bästsäljande rockband genom tiderna.
År 1993, efter sex års konstant spelande och lika många album, valde bandet att ta en paus. Först år 2000 återvände man, med albumet The Best of Return.
2009 bestämmer bandet återigen sig för att ta en paus, även denna gång på obestämd tid.
I början av 2012 meddelar bandet på sin Facebook-sida att man än en gång kommer bege sig ut på turné. De kommer spela bland annat på Sweden Rock Festival 2012, fler städer med speldatum tillkommer. Man meddelar även att Steinar Hagen har valt att lämna bandet, för att istället prioritera sitt jobb som låtskrivare. Henning Ramseth, som under många år varit med som "extra-musiker", kommer att ersätta honom.

## Medlemmar
Nuvarande medlemmar
- Knut Erik Østgård – sång, gitarr, keyboard (1980–1993, 2000– )
- Øyvind Håkonsen – trummor (1980–1993, 2000– )
- Tore Larsen – basgitarr, kör (1980–1993, 2000– )
- Henning Ramseth – synthesizer, gitarr, kör (2012– )

Tidigare medlemmar
- Jan Åge Slåtsveen – gitarr (1980–1985)
- Steinar Hagen – gitarr, kör (1980–2012)

Andra musiker som spelat med bandet är:
- Magnus Østvang – synthesizer, kör

## Diskografi
Studioalbum
- 1987: To the Top (Arco)
- 1988: Attitudes (CBS)
- 1989: Straight Down the Line (CBS)
- 1991: Fourplay (Sony/Columbia)
- 1992: V (EMI)
- 2005: Return (MTM Music)

Livealbum
- 2000: Live (Oslove)
- 2015: 30 Years Anniversary - Live At Stange (Grammofon)

Singlar
- 1985: "Sheila" / "Warm Bedside" (Countdown Records)
- 1986: "Sheila" / "How Can You Tell?" (Arco)
- 1987: "Sing Me a Song" / "Runnin' Out of This Love Affair" (Arco)
- 1987: "To the Top" / "So Many Times" (Arco)
- 1988: "Change the Attitude" / "More More More" (CBS)
- 1990: "Bye Bye Johnny" / "Can You Forgive Me" (CBS)
- 1990: "United in a Scream" / "I Gave You All" (CBS)
- 1991: "Having Fun" / "Sing Me A Song" / "Teach Me" (Columbia)
- 1991: "Tell Me (That You Want Me to Stay)" "Joe & Jenny" (Columbia)
- 1992: "Take This Heart" / "Take This Heart (Scout Mix)" / "Take This Heart (Midnight Mix)" (EMI Norsk AS)
- 2014: "Rock'n Roll Train" (Return & Stage Dolls) (Texas Records)
- 2015: "Father Father" (Grammofon)
- 2021: "The Last Chours Is Yet To Begin"
- 2022: "Back for more" (SingSong Records)

Samlingsalbum
- 1991: Replay (Columbia)
- 2000: The Best of Return (MTM)
- 2008: Best of…Both Worlds (EMI)